# Wereldkampioenschap superbike van Aragón 2018
Het wereldkampioenschap superbike van Aragón 2018 was de derde ronde van het wereldkampioenschap superbike en het wereldkampioenschap Supersport 2018. De races werden verreden op 14 en 15 april 2018 op het Motorland Aragón nabij Alcañiz, Spanje.

## Superbike

### Race 1
De race, die gepland stond over een lengte van 18 ronden, werd na 3 ronden stilgelegd vanwege een crash tussen Leon Camier, Lorenzo Savadori en Jordi Torres. Later werd de race herstart over een lengte van 17 ronden. Ondřej Ježek werd gediskwalificeerd vanwege een onreglementaire wissel van zijn motorblok.
| Pos | Nr | Rijder                | Constructeur | Rondes | Tijd              | Grid | Punten |
| --- | -- | --------------------- | ------------ | ------ | ----------------- | ---- | ------ |
| 1   | 1  | Jonathan Rea          | Kawasaki     | 17     | 31:38.578         | 2    | 25     |
| 2   | 7  | Chaz Davies           | Ducati       | 17     | +1.450            | 11   | 20     |
| 3   | 12 | Javier Forés          | Ducati       | 17     | +1.473            | 4    | 16     |
| 4   | 33 | Marco Melandri        | Ducati       | 17     | +6.108            | 1    | 13     |
| 5   | 60 | Michael van der Mark  | Yamaha       | 17     | +8.932            | 6    | 11     |
| 6   | 66 | Tom Sykes             | Kawasaki     | 17     | +9.450            | 3    | 10     |
| 7   | 22 | Alex Lowes            | Yamaha       | 17     | +9.985            | 5    | 9      |
| 8   | 21 | Michael Ruben Rinaldi | Ducati       | 17     | +19.303           | 8    | 8      |
| 9   | 54 | Toprak Razgatlıoğlu   | Kawasaki     | 17     | +26.081           | 16   | 7      |
| 10  | 40 | Román Ramos           | Kawasaki     | 17     | +26.325           | 18   | 6      |
| 11  | 76 | Loris Baz             | BMW          | 17     | +26.571           | 19   | 5      |
| 12  | 45 | Jacob Gagne           | Honda        | 17     | +26.858           | 13   | 4      |
| 13  | 34 | Davide Giugliano      | Aprilia      | 17     | +27.219           | 14   | 3      |
| 14  | 68 | Yonny Hernández       | Kawasaki     | 17     | +28.340           | 20   | 2      |
| 15  | 32 | Lorenzo Savadori      | Aprilia      | 17     | +28.400           | 10   | 1      |
| 16  | 99 | P.J. Jacobsen         | Honda        | 17     | +30.799           | 17   |        |
| DNF | 36 | Leandro Mercado       | Kawasaki     | 11     | Ongeluk           | 15   |        |
| DNF | 81 | Jordi Torres          | MV Agusta    | 0      | Ongeluk in race 1 | 7    |        |
| DNF | 2  | Leon Camier           | Honda        | 0      | Ongeluk in race 1 | 9    |        |
| DSQ | 37 | Ondřej Ježek          | Yamaha       | 17     | Gediskwalificeerd | 21   |        |
| DNS | 5  | Vladimir Leonov       | Kawasaki     | 0      | Niet gestart      |      |        |

### Race 2
Ondřej Ježek werd gediskwalificeerd vanwege een onreglementaire wissel van zijn motorblok.
| Pos | Nr | Rijder                | Constructeur | Rondes | Tijd              | Grid | Punten |
| --- | -- | --------------------- | ------------ | ------ | ----------------- | ---- | ------ |
| 1   | 7  | Chaz Davies           | Ducati       | 18     | 33:29.519         | 11   | 25     |
| 2   | 1  | Jonathan Rea          | Kawasaki     | 18     | +1.184            | 2    | 20     |
| 3   | 33 | Marco Melandri        | Ducati       | 18     | +4.584            | 1    | 16     |
| 4   | 22 | Alex Lowes            | Yamaha       | 18     | +10.251           | 5    | 13     |
| 5   | 60 | Michael van der Mark  | Yamaha       | 18     | +10.687           | 6    | 11     |
| 6   | 66 | Tom Sykes             | Kawasaki     | 18     | +13.729           | 3    | 10     |
| 7   | 21 | Michael Ruben Rinaldi | Ducati       | 18     | +14.819           | 8    | 9      |
| 8   | 81 | Jordi Torres          | MV Agusta    | 18     | +15.215           | 7    | 8      |
| 9   | 54 | Toprak Razgatlıoğlu   | Kawasaki     | 18     | +19.812           | 16   | 7      |
| 10  | 32 | Lorenzo Savadori      | Aprilia      | 18     | +20.272           | 10   | 6      |
| 11  | 40 | Román Ramos           | Kawasaki     | 18     | +25.604           | 18   | 5      |
| 12  | 45 | Jacob Gagne           | Honda        | 18     | +25.745           | 13   | 4      |
| 13  | 36 | Leandro Mercado       | Kawasaki     | 18     | +27.973           | 15   | 3      |
| 14  | 99 | P.J. Jacobsen         | Honda        | 18     | +28.469           | 17   | 2      |
| 15  | 76 | Loris Baz             | BMW          | 18     | +32.094           | 19   | 1      |
| 16  | 68 | Yonny Hernández       | Kawasaki     | 18     | +32.113           | 20   |        |
| 17  | 5  | Vladimir Leonov       | Kawasaki     | 18     | +1:23.992         | 12   |        |
| 18  | 34 | Davide Giugliano      | Aprilia      | 17     | +1 ronde          | 14   |        |
| DNF | 12 | Javier Forés          | Ducati       | 7      | Ongeluk           | 4    |        |
| DSQ | 37 | Ondřej Ježek          | Yamaha       | 18     | Gediskwalificeerd | 21   |        |
| DNS | 2  | Leon Camier           | Honda        | 0      | Niet gestart      |      |        |

## Supersport
| Pos | Nr  | Rijder                | Constructeur | Rondes | Tijd        | Grid | Punten |
| --- | --- | --------------------- | ------------ | ------ | ----------- | ---- | ------ |
| 1   | 11  | Sandro Cortese        | Yamaha       | 16     | 30:47.791   | 1    | 25     |
| 2   | 64  | Federico Caricasulo   | Yamaha       | 16     | +1.426      | 3    | 20     |
| 3   | 16  | Jules Cluzel          | Yamaha       | 16     | +1.639      | 6    | 16     |
| 4   | 144 | Lucas Mahias          | Yamaha       | 16     | +5.533      | 2    | 13     |
| 5   | 111 | Kyle Smith            | Honda        | 16     | +14.201     | 11   | 11     |
| 6   | 81  | Luke Stapleford       | Triumph      | 16     | +14.610     | 8    | 10     |
| 7   | 32  | Sheridan Morais       | Kawasaki     | 16     | +14.771     | 7    | 9      |
| 8   | 66  | Niki Tuuli            | Honda        | 16     | +18.507     | 13   | 8      |
| 9   | 13  | Anthony West          | Kawasaki     | 16     | +18.590     | 15   | 7      |
| 10  | 47  | Rob Hartog            | Kawasaki     | 16     | +20.108     | 16   | 6      |
| 11  | 21  | Randy Krummenacher    | Yamaha       | 17     | +21.180     | 5    | 5      |
| 12  | 84  | Loris Cresson         | Yamaha       | 16     | +30.046     | 21   | 4      |
| 13  | 22  | Eemeli Lahti          | Suzuki       | 16     | +37.478     | 19   | 3      |
| 14  | 65  | Michael Canducci      | Kawasaki     | 16     | +37.979     | 12   | 2      |
| 15  | 35  | Stefan Hill           | Triumph      | 16     | +45.001     | 17   | 1      |
| 16  | 6   | Corentin Perolari     | Yamaha       | 16     | +48.060     | 24   |        |
| 17  | 10  | Nacho Calero          | Kawasaki     | 16     | +48.679     | 18   |        |
| 18  | 38  | Hannes Soomer         | Honda        | 16     | +48.789     | 22   |        |
| 19  | 74  | Jaimie van Sikkelerus | Honda        | 16     | +49.120     | 23   |        |
| 20  | 96  | Andrew Irwin          | Honda        | 16     | +49.372     | 26   |        |
| 21  | 56  | Péter Sebestyén       | Kawasaki     | 16     | +50.618     | 28   |        |
| 22  | 77  | Wayne Tessels         | Kawasaki     | 16     | +58.624     | 25   |        |
| 23  | 36  | Thomas Gradinger      | Yamaha       | 16     | +1:07.635   | 14   |        |
| 24  | 83  | Lachlan Epis          | Kawasaki     | 16     | +1:10.929   | 27   |        |
| DNF | 78  | Hikari Okubo          | Kawasaki     | 11     | Uitgevallen | 10   |        |
| DNF | 3   | Raffaele De Rosa      | MV Agusta    | 7      | Uitgevallen | 4    |        |
| DNF | 86  | Ayrton Badovini       | MV Agusta    | 7      | Ongeluk     | 9    |        |
| DNF | 15  | Alfonso Coppola       | Yamaha       | 7      | Uitgevallen | 20   |        |

## Tussenstanden na wedstrijd

### Superbike
| Pos | Nr | Rijder         | Team     | Punten |
| --- | -- | -------------- | -------- | ------ |
| 1   | 1  | Jonathan Rea   | Kawasaki | 114    |
| 2   | 7  | Chaz Davies    | Ducati   | 102    |
| 3   | 33 | Marco Melandri | Ducati   | 96     |
| 4   | 12 | Javier Forés   | Ducati   | 76     |
| 5   | 22 | Alex Lowes     | Yamaha   | 70     |

### Supersport
| Pos | Nr  | Rijder              | Team    | Punten |
| --- | --- | ------------------- | ------- | ------ |
| 1   | 144 | Lucas Mahias        | Yamaha  | 58     |
| 2   | 11  | Sandro Cortese      | Yamaha  | 54     |
| 3   | 21  | Randy Krummenacher  | Yamaha  | 50     |
| 4   | 64  | Federico Caricasulo | Yamaha  | 49     |
| 5   | 81  | Luke Stapleford     | Triumph | 27     |

2011 · 2012 · 2013 · 2014 · 2015 · 2016 · 2017 · 2018 · 2019 · 2020 (I) · 2020 (II) · 2021 · 2022 · 2023 · 2024 · 2025